# Baron Citrine

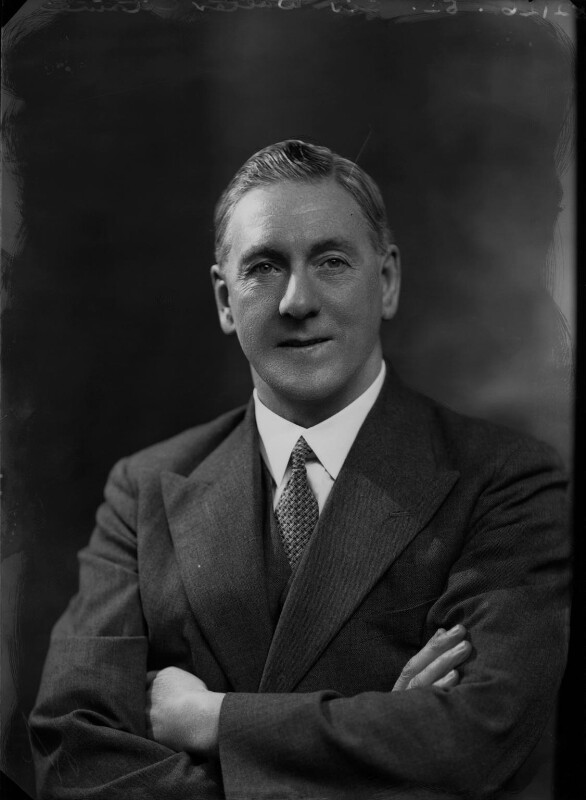
Sir Walter Citrine, 1936

Baron Citrine, of Wembley in the County of Middlesex, war ein erblicher britischer Adelstitel in der Peerage of the United Kingdom.
Der Titel wurde am 16. Juli 1946 dem Gewerkschafter Sir Walter Citrine verliehen. Dieser war von 1925 bis 1946 Generalsekretär des Trades Union Congress.
Der Titel erlosch beim Tod von dessen jüngerem Sohn, dem 3. Baron, 2006.

## Liste der Barone Citrine (1946)
- Walter Citrine, 1. Baron Citrine (1887–1983)
- Norman Citrine, 2. Baron Citrine (1914–1997)
- Ronald Citrine, 3. Baron Citrine (1919–2006)